# Cala Santandria
La Cala de Santandria està situada a l'illa de Menorca i concretament a l'est del municipi de Ciutadella de Menorca.
Està situada a quatre quilòmetres de Ciutadella, entre Caleta d'en Gorries i Cala Blanca, i junt a la urbanització homònima. Cal destacar que a la seua rodalia existeixen unes coves prehistòriques.

## Descripció
Aquesta màniga de mar (de dos hectòmetres d'amplada a la seva entrada per set de llargada i localitzada a 3,5 milles marines de Cap d'Artrutx) es caracteritza per tenir unes dimensions moderades, una afluència alta de banyistes locals i turistes, un talús d'arena, una exposició als vents de component oest, nord-oest, una brisa lleugera, una aigua tranquil·la i neta, un pendent suau i no tenir barreres arquitectòniques.
Les condicions marines i subaquàtiques són aptes per al fondeig d'embarcacions de qualsevol llargària d'eslora. Aquesta màniga de mar es troba "al paire" dels corrents eòlics de l'oest, encara que ben resguardada de la resta de masses d'aire, posseeix un llit marí arenós, i manca de baixos perillosos i inclús es pot varar a prop de la vorera. Aquesta costa meridional de Menorca es distingeix per la seva irregularitat, albergant els seus entrants i sortints una gran fauna i flora submarina, la qual cosa provoca una concentració de barques pescant.

## Toponímia
Conta la llegenda que el seu topònim es deu a un captiu cristià. Aquest presoner, ferit de mort, després de batejar a la filla d'un capità moro, va anomenar a aquest racó costaner com Sancte Andrea.

## Accés
L'accés per carretera és senzill seguint les indicacions viàries i els desviaments. El vehicle particular es podrà estacionar gratuïtament pels voltants. També es pot arribar mitjançant transport públic. Si la platja disposa de servei de socorristes estau obligats a seguir les indicacions de les banderes.